# Iwan Illarionowitsch Woronzow

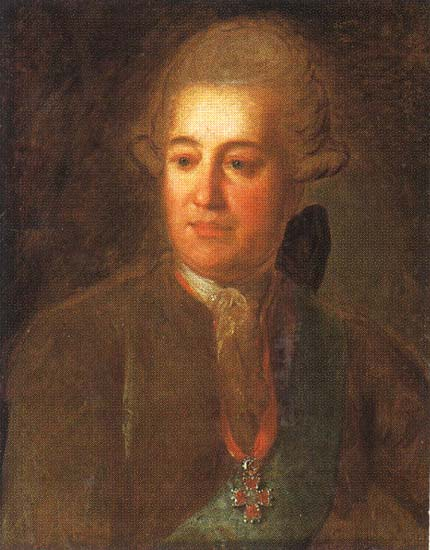
Iwan Illarionowitsch Woronzow

Iwan Illarionowitsch Woronzow (russisch: Иван Илларионович Воронцов) (* 1719; † 1786) war Senator, Kammerjunker und Präsident des Wotschina-Kollegiums in Moskau.

## Leben
Iwan Illarionowitsch Woronzow war Sohn von Illarion Gawrilowitsch Woronzow, ein Onkel von Jekaterina Romanowna Woronzowa-Daschkowa und ein jüngerer Bruder des Generalobersten Roman Illarionowitsch Woronzow und des Kanzlers Michael Larionowitsch Woronzow.
Sein älterer Bruder Michael Larionowitsch Woronzow nahm im November 1741 am Palastputsch zugunsten Kaiserin Elisabeths teil. Der Staatsstreich trug zum Aufstieg der Brüder Woronzow bei.
Iwan Illarionowitsch Woronzow wurde 1753 zum Kapitän des Preobrazhensky-Regiments befördert. Zwei Jahre später wurde er Kammerjunker von Großfürst Peter III. Dann wurde Woronzow auf Ersuchen Kaiserin Elisabeths 1760 zum Grafen ernannt. Mit der Thronbesteigung Peters III. wurde er zum Generalleutnant befördert.

## Familie
Woronzow heiratete 1745 Maria Artemevna Volinskaya (Tochter von A. Volinsky). Sie hatten fünf Kinder:
- Artemiy Iwanowitsch Woronzow (1748–1813),
- Anna Iwanowna Woronzowa (1750–1807),
- Evdokia (Avdotya) Iwanowna Woronzowa (1755–1824),
- Illarion Iwanowitsch Woronzow (1760–1790),
- Ulyana Iwanowna Woronzowa (1767–in der Kindheit gestorben).

## Auszeichnungen
- Russischer Orden der Heiligen Anna
- Orden des Weißen Adlers